# 88. Infanterie-Division (Deutsches Kaiserreich)
Die 88. Infanterie-Division war ein Großverband der Preußischen Armee innerhalb des Deutschen Heeres im Ersten Weltkrieg.

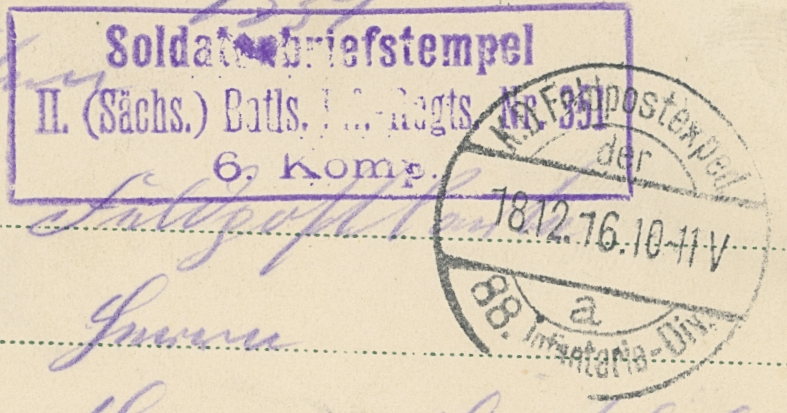
Feldpoststempel

## Geschichte
Der Großverband entstand im August 1915 aus der behelfsmäßigen Division „Menges“. Sie bestand zunächst aus preußischen Einheiten mit dem Friedensstandort Breslau und aus sächsischen Einheiten. Bis Anfang Dezember 1917 kam die Division an der Ostfront zum Einsatz und verlegte nach dem dortigen Waffenstillstand Ende des Monats an die Westfront. Im Rahmen diverser Umgliederungen erfolgte 1917 die Abgabe der sächsischen Truppenteile, seitdem war die Division eine rein preußische Formation.
Ab Januar 1918 erfolgte die Auffrischung und Ausbildung der Division in Sedan in Vorbereitung auf die Deutsche Frühjahrsoffensive. Am 21. März nahm sie an den erfolgreichen Abwehrkämpfen bei Holnon an der Aisne teil. In den Gefechten vom 27. März bis 2. April südöstlich von Amiens erlitt sie schwere Verluste. Am 12. April wurde sie von der 11. Infanterie-Division südlich von Rouvroy abgelöst, am 25. April durch die 33. Reserve-Division, um abermals aufgefrischt zu werden. Ab 13. Juli trat sie im Tahure-Sektor westlich des vorherigen Einsatzortes an und erlitt in der darauf folgenden erfolglosen Offensive hohe Verluste u. a. durch Kampfgas. Nach erneuter Auffrischung bei Rethel am 4. September kam die Division am 23. September nördlich Thiaucourt zum Einsatz, um am 16. bis 17. Oktober durch die 224. Infanterie-Division abgelöst zu werden. Vom 21. Oktober bis zum Waffenstillstand von Compiègne wurde sie bei Cunel nördlich Montfaucon eingesetzt.

## Gliederung

### Kriegsgliederung vom 2. August 1915
- 175. Landwehr-Infanterie-Brigade
  - Landwehr-Infanterie-Regiment Nr. 349
  - Landwehr-Infanterie-Regiment Nr. 350
- 176. Infanterie-Brigade
  - Infanterie-Regiment Nr. 351
  - Infanterie-Regiment Nr. 352
- 177. Infanterie-Brigade
  - Infanterie-Regiment Nr. 353
  - Infanterie-Regiment Nr. 354
- Kavallerie-Regiment Nr. 88
- Feld-Artillerie-Regiment Nr. 88
- Feld-Artillerie-Regiment Nr. 223
- Landwehr-Fußartillerie-Bataillon Nr. 6
- Landwehr-Pionier-Bataillon Nr. 6

### Kriegsgliederung vom 21. Oktober 1918
- 176. Infanterie-Brigade
  - Infanterie-Regiment Nr. 352
  - Infanterie-Regiment Nr. 353
  - Infanterie-Regiment Nr. 426
  - 1. Eskadron/Jäger-Regiment zu Pferde Nr. 10
- Artillerie-Kommandeur Nr. 59
  - Feldartillerie-Regiment Nr. 88
  - Fußartillerie-Bataillon Nr. 123
- Pionier-Bataillon Nr. 88
- Divisions-Nachrichten-Kommandeur Nr. 88

## Kommandeure
| Dienstgrad             | Name                      | Datum                                    |
| ---------------------- | ------------------------- | ---------------------------------------- |
| Generalleutnant        | Wilhelm von Menges        | 27. Januar 1915 bis 2. März 1916         |
| General der Infanterie | Hermann Clausius          | 03. März 1916 bis 18. September 1916     |
| Generalleutnant        | Alfred von Buddenbrock    | 19. September 1916 bis 11. Dezember 1917 |
| Generalmajor           | Wilhelm von Beczwarzowski | 12. Dezember 1917 bis 24. Januar 1919    |